# Universidad UCINF
La Universidad Ciencias de la Informática también conocida por su acrónimo Ucinf, fue una universidad privada chilena fundada en 1989 y emplazada en la ciudad de Santiago de Chile. Contaba con siete facultades, 29 carreras de pregrado y 3 programas de magíster.
Durante sus últimos años no se encontraba acreditada por la Comisión Nacional de Acreditación (CNA). Figuraba en la posición 48 dentro de las universidades chilenas según la clasificación webométrica del CSIC (octubre de 2011). Además ocupaba la misma posición según el ranking de AméricaEconomía 2012.

## Historia
La Universidad Ciencias de la Informática fue fundada el 14 de julio de 1989. Fue una institución de educación independiente luego de cumplir con el proceso de acreditación de la carrera de educación. El objetivo fundacional de la universidad era promover el conocimiento de la informática como una herramienta de trabajo, que enriquece la vida personal y le proporciona una ventaja comparativa a los futuros profesionales.
Durante el año 2009, tras ser comprada por el Grupo educacional Cpech, la universidad experimentó una profunda transformación y reestructuración que incluyó un cambio en la orientación de la institución, pasando a formar parte de la Red Educacional GEC, que además agrupa a Preuniversitario Cpech, Instituto Profesional de Chile, IPCHILE Capacita, CEAC (Centro de Estudios y Diplomados a Distancia) y Colegios Terraustral.
Tras su reestructuración administrativa y académica, en 2010 la universidad fue acreditada por 2 años por la Comisión Nacional de Acreditación (CNA), acreditación que no fue renovada en 2013.
Debido a una profunda crisis financiera que arrastraba la universidad, en diciembre de 2016 se anunció la fusión de la Ucinf con la Universidad Gabriela Mistral, que compartían mismo sostenedor.  En abril de 2017, el Ministerio de Educación fue informado del cierre de la universidad en un plazo de tres años, considerando que el 80% de su alumnado ya había sido trasladados a la UGM. Sus actividades cesaron oficialmente el 31 de diciembre de 2019.

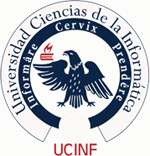
Logo de la Ucinf antes de su reestructuración.

## Facultades y sedes
En el año 2016, la Universidad Ucinf fue comprada por la Universidad Gabriela Mistral, cuando poseía dos sedes: el campus central de Pedro de Valdivia y el campus Apoquindo, donde funcionaba la Facultad de Educación.
La universidad contaba con siete facultades:
- Facultad de Ingeniería[8]
- Facultad de Derecho[9]
- Facultad de Ciencias de la Salud[10]
- Facultad de Economía y Negocios[11]
- Facultad de Educación[12]
- Facultad de Ciencias Humanas[13]
- Facultad de Arquitectura y Artes[14]

## Investigación
Para las labores de investigación la Ucinf contaba con el CIE-Ucinf (Centro de Investigación en Educación), el cual constituía una entidad dependiente de la vicerrectoría académica de la universidad. Estaba conformado por un grupo de académicos, investigadores y consultores, con el objetivo de generar y difundir conocimiento e información especializada en el área de la educación.